# Орора (Небраска)
Орора (англ. Aurora) — місто (англ. city) в США, в окрузі Гамільтон штату Небраска. Населення — 4678 осіб (2020).

## Географія
Орора розташована за координатами 40°51′50″ пн. ш. 98°0′25″ зх. д. / 40.86389° пн. ш. 98.00694° зх. д. (40.863867, -98.006966).  За даними Бюро перепису населення США в 2010 році місто мало площу 7,52 км², з яких 7,50 км² — суходіл та 0,02 км² — водойми. В 2017 році площа становила 7,91 км², з яких 7,89 км² — суходіл та 0,02 км² — водойми.

## Демографія
Згідно з переписом 2010 року, у місті мешкало 4479 осіб у 1781 домогосподарстві у складі 1199 родин. Густота населення становила 596 осіб/км².  Було 1939 помешкань (258/км²).
Расовий склад населення:
| - 97,7 % — білих - 0,4 % — чорних або афроамериканців - 0,2 % — корінних американців - 0,2 % — азіатів |

До двох чи більше рас належало 0,8 %. Частка іспаномовних становила 2,4 % від усіх жителів.
За віковим діапазоном населення розподілялося таким чином: 26,5 % — особи молодші 18 років, 54,8 % — особи у віці 18—64 років, 18,7 % — особи у віці 65 років та старші. Медіана віку мешканця становила 40,4 року. На 100 осіб жіночої статі у місті припадало 93,6 чоловіків;  на 100 жінок у віці від 18 років та старших — 86,8 чоловіків також старших 18 років.
Середній дохід на одне домашнє господарство  становив 65 715 доларів США (медіана — 54 679), а середній дохід на одну сім'ю — 74 225 доларів (медіана — 65 254). Медіана доходів становила 49 500 доларів для чоловіків та 36 274 долари для жінок. За межею бідності перебувало 11,7 % осіб, у тому числі 19,9 % дітей у віці до 18 років та 3,5 % осіб у віці 65 років та старших.
Цивільне працевлаштоване населення становило 2181 осіб. Основні галузі зайнятості: освіта, охорона здоров'я та соціальна допомога — 23,2 %, виробництво — 14,3 %, мистецтво, розваги та відпочинок — 9,2 %, роздрібна торгівля — 8,7 %.